# Marel Baldvinsson
Marel Jóhann Baldvinsson (født 18. december 1980 i Kópavogur, Island) er en islandsk tidligere fodboldspiller (angriber).
Baldvinsson startede sin karriere hos Breiðablik i sin fødeby, og var efterfølgende udlandsprofessionel både i Norge hos Stabæk og Molde, samt i Belgien hos Lokeren. Han sluttede sin karriere i 2010 efter at have spillet en sæson hos Stjarnan.
For det islandske landshold spillede Baldvinsson 17 kampe. Han debuterede for holdet i en venskabskamp mod Polen i august 2001.